# Max Vandervorst
Max Vandervorst, né le 5 juillet 1961 à Schaerbeek (région de Bruxelles-Capitale), est un musicien, luthier, compositeur et auteur belge, vivant actuellement en Wallonie. Connu pour être l'inventeur de la lutherie sauvage.

## Biographie

### Jeunesse et formation
Max Vandervorst naît le 5 juillet 1961 à Schaerbeek. Il découvre la musique vers l’âge de douze ans pendant le renouveau de la musique folk des années 1970. Il apprend la guitare et suit des stages de violon et d’épinette des Vosges à la Royale Académie Internationale d'Été de Wallonie et se produit dans divers groupes amateurs pour la plupart éphémères, dans lesquels il se révèle une vocation multi-instrumentiste (cordes, vents, percussions).
Vers l’âge de 16 ans, il suit des cours de solfège, d’harmonie, de méthode Kodály et il apprend la clarinette avec Patrick de Jonghe à l’académie de Woluwe-Saint-Pierre d'où il sortira diplômé. Il poursuit ensuite sa formation dans la classe d’improvisation de Garett List au Conservatoire royal de Liège. Comme objecteur de conscience, il effectue un service civil au centre culturel de Watermael-Boitsfort qui lui offre l’occasion de créer et codiriger la fanfare Afondlespistons. Pendant plus de 5 ans, elle se produira notamment au festival de Nyon en Suisse et au festival Arrivées d’air chaud en Bretagne.

### Lutherie sauvage
Il lance dans les années 1980, une nouvelle pratique de lutherie consistant à fabriquer des instruments de musique au moyen de matériaux de récupération. Il est le créateur notamment du saxosoire et spalofon.

### Maison de la pataphonie
En 2001, il est à l'origine de la Maison de la pataphonie sise dans la plus vieille maison de Dinant.
Il est artiste en résidence à Dinant pendant quelques années.
« Le luthier sauvage », ainsi dénommé par les journalistes du Soir Jean-Philippe Petit, Jean-Luc Bodeux, Éric Burgraff et Corinne Bodart, célèbre avec les responsables du centre culturel régional de Dinant 20 ans de lutherie sauvage le jour de la Fête de la musique en 2008.
En 2009, son projet Patafrica est une rencontre nord-sud autour de la lutherie sauvage.
Pour ses 25 ans de lutherie sauvage, celui que la journaliste Laurence Bertels de La Libre Belgique qualifie de « créateur légèrement fêlé et [...] homme qui compte dans l'histoire musicale de notre pays. », fait sonner le papier et le carton dans son spectacle Max Vandervorst : 25 ans de lutherie sauvage au Théâtre La montagne magique à Bruxelles en 2014.

### Hommage à Gaston Lagaffe
À l’occasion de la Fête de la BD à Bruxelles, il conçoit le spectacle Tragawdoukoutrrr - Ode au Gaffophone en collaboration avec Frédéric Jannin et Thierry Tinlot sur une idée originale de Serge Honorez. Le spectacle est créé à BOZAR le 2 septembre 2017, puis il est présenté au centre culturel Les Riches-Claires en 2018 et 2019. C'est un hilarant hommage au gaffophone, l'instrument mythique à la puissance destructrice inégalée de Gaston Lagaffe. Le spectacle est également joué à l'occasion du 60e anniversaire du personnage cher à André Franquin, au profit de la maison maternelle du Brabant wallon à l'Aula Magna à Louvain-la-Neuve en 2018, puis au centre culturel d'Arlon le 17 mars 2019. En 2018, Vandervorst offre le récital pour objets abandonnés à la chapelle du château de Lunéville.

### Pataphonia – La petite musique des choses
En 2022, il sort son deuxième album intitulé Pataphonia – La petite musique des choses. Jean-Claude Vantroyen écrit dans Le Soir que l'album est amusant. Le journaliste Bernard Roisin de L'Écho lui attribue trois étoiles. L'album est défendu sur scène au Delta à Namur et au Théâtre Marni à Bruxelles. La musique est jouée au Belgian Beer World à la Bourse.

### Auteur et chroniqueur
Il est l'auteur de Nouvelles lutheries sauvages et Instruments de musique en papier et carton. Il inaugure la rubrique de la revue Imagine Demain le monde dans laquelle il aide les lecteurs à créer « avec lui un instrument au départ de matériaux de récupération (carton, plastique, bouteille... » en mars/avril 2018.

### Vie privée
Après avoir habité Bruxelles, Vandervorst demeure à Énines, une section d'Orp-Jauche en 2024.

## Œuvre

### Discographie

#### Singles
- 1991 : Symphonie D'Objets Abandonnés[19], (45 tours, single), sans label, MVDV 1.

#### Albums
- 2013 : Folklore de Pataphonie Centrale[19], Curieux Tympan ASBL, Curieux Tympan 2, 431144
- 2022 : Pataphonia (La Petite Musique des choses)[19],[20],[14],[13], Homerecords.be, Curieux Tympan ASBL, 4446247, 457722
- s.d. : Marc Hérouet, Max Vandervorst – KD Story[19], (CD, Album), Curieux Tympan ASBL, CT3, Curieux Tympan 3.

### Bandes originales
- 2015 : Autrement (avec des légumes)[21], bande originale du téléfilm.

### Spectacles

#### Comme compositeur
- 1990 : Radio Tom[22] d’Alain Moreau, mise en scène Francy Begasse
- 1995 : Cabane[22] de Caroline Bergeron, mise en scène Alain Moreau
- 1999 : Patraque[22] d’Alain Moreau, mise en scène Alain Moreau
- 2005 : Bistouri ![22] d’Alain Moreau mise en scène Alain Moreau, conception Alain Moreau
- 2008 : Sur la dune[22], mise en scène Alain Moreau, conception Alain Moreau
- 2009 : 
  - Patafrica[22],[5], conception Max Vandervorst
  - Premiers pas sur la dune[22], d’Alain Moreau, mise en scène Alain Moreau, conception Alain Moreau
- 2011 : 
  - Complicités – Aujourd'hui, je suis content d'être ensemble ![22], mise en scène Catherine Magis
  - Piccoli sentimenti[22] d’Alain Moreau, mise en scène Alain Moreau, conception Antonio Catalano
- 2012 : Dans l'atelier...[22] d’Alain Moreau, mise en scène Alain Moreau, conception Alain Moreau
- 2012 : Odyssées[22] de Gustave Akakpo, mise en scène Michel Burstin
- 2014 : 
  - Petites histoires grrrochonnes[22] de Laetitia Salsano, mise en scène Marie-Odile Dupuis
  - Soleil couchant[22], mise en scène Alain Moreau, conception Alain Moreau
- 2015 : J'y pense et puis...[22] d’Alain Moreau, mise en scène Alain Moreau
- 2016 : Alex au pays des poubelles[22], conception Maria Clara Villa-Lobos
- 2017 : Pourquoi pas ![22], mise en scène Alain Moreau, conception Alain Moreau
- 2022 : 
  - Échappée vieille[22], mise en scène Alain Moreau, conception Laura Durnez
  - Pataphonia – La petite musique des choses[22].

#### Comme musicien
- 1988 : Symphonie d'objets abandonnés[23], mise en scène Jean-François De Neck, conception Max Vandervorst
- 2009 : Patafrica[23], conception Max Vandervorst
- 2017 : Tragawdoukoutrrr – Ode au Gaffophone[23] d'après André Franquin, conception Frédéric Jannin
- 2018 : Je suis un héros[23] de René Bizac, mise en scène René Bizac
- 2019 : Ceci n'est pas un spectacle[23], conception Max Vandervorst
- 2020 : En attendant Kyoto[23], conception Max Vandervorst
- 2022 : Pataphonia – La petite musique des choses[23]
- 2024 : Belgican Rhapsody, conception Max Vandervorst[23].

### Ouvrages
- Max Vandervorst, Lutherie sauvage, Paris, Éditions Alternatives, 1997, 111 p., ill. ; 25 cm (ISBN 2-86227-132-2).
- Max Vandervorst, Nouvelles lutheries sauvages, Paris, Éditions Alternatives, 2006, 143 p., ill. ; 25 cm (ISBN 2-86227-477-1).
- Max Vandervorst, Petites notes pour la route, Carnières, Éditions Lansman, coll. « Contes, nouvelles, récits, témoignages » (no 10), 2010, 47 p., 21 cm (ISBN 978-2-87282-783-1, présentation en ligne).
- Max Vandervorst, Instruments de musique en papier et carton, Paris, Éditions Alternatives, 2014, 109 p., ill. ; 21 cm (ISBN 2-86227-477-1).
- Max Vandervorst et Basile Vandervorst, Jouets de fortune : 40 réalisations ludiques 100 % récup', Paris, Éditions Alternatives, coll. « Tout beau, tout bio ! », 2014, 109 p., ill. ; 21 cm (ISBN 978-2-07-255243-4).

### Articles
- Max Vandervorst (interviewé par Michel Ducobu), « Interview de Max Vandervorst : Max et les Sonnailleurs », Association royale des écrivains et artistes de Wallonie/Bruxelles,‎ 2017 (lire en ligne, consulté le 9 janvier 2025).
- Marc Welsch, « Le patamusicien, Max Vandervorst, a réussi à se réinventer », L'Avenir,‎ 4 juin 2020 (lire en ligne , consulté le 9 janvier 2025).

### Émissions de télévision
- ActuBW sur TV Com, présentation : François Namur (3 min 47 s), 1er juillet 2022. Voir en ligne.

### Podcasting
- Bruxelles (3/3) : Max Vandervorst, luthier sauvage, émission L'Atelier du son de Thomas Baumgartner sur France Culture (59 min), 9 mars 2012.

### Vidéographie
- [vidéo] « L'Atelier du son chez Max Vandervorst », sur YouTube, 7 mars 2012
- [vidéo] « Max Vandervorst Présentation », sur YouTube, 4 janvier 2017
- Musique du monde : Salsa Boliviana, par Max Vandervorst (Live) Concert Le Monde est un village, Théâtre Marni (3 min 32 s), 14 mars 2019 Voir en ligne sur Auvio .
- [vidéo] « Max Vandervorst invité dans l'émission Quel temps - RTBF (25-11-2019) », sur YouTube, 25 novembre 2019
- [vidéo] Chroniques d'un pataphoniste un peu déconfiné sur Vimeo, réalisé au Stampia à Jodoigne par Cécile Pirson dans le cadre du Festival Re'sors le 18 juillet 2020.